# 袁御庫
袁御庫（英語：Yuen Yu Fu，1963年—），東莞人，香港及海外的堪輿學家，擅長陽宅陰宅風水、術数、命理、卜卦、玄學、八字、面相、掌相等堪輿學，人稱 "袁師傅"。 他是第十三屆世界傑出華人獎得主及獲美國北方大學（Northern University）榮譽博士學位，曾參與不同的慈善活動。袁御庫於2006年，透過中國駐菲律賓大使李進軍的介紹，為前總統馬科斯夫人的府邸提供風水顧問服務。此後，他於2016年11月18日協助馬科斯總統安葬於菲律賓國家英雄陵園。2022年小馬可斯順利當選菲律賓第17任總統。
袁御庫曾參與多個香港、兩岸三地及海外的風水勘測工作，還應邀出席世界各地的演講及電視台、電台和雜誌訪問, 推廣中國傳統國學。

## 生平
袁御庫在香港出生，從小跟從父母幫忙家族生意，身為長子，負起照顧5個弟弟的責任，在1975年開始研習祖先袁天罡推背圖，恩師包括林國雄(學習掌相、陽宅風水、九宮飛星)、劉沐禪(學習八字、陰宅風水)及 江哲生 (學習鐵板神數)。1987年嘗做老闆開酒樓餐廳，當時他對顧客作業餘風水建議；於1988年正式成為堪輿學家。在1995年至2012年間分別到過內蒙古呼和浩特市﹑呼倫貝爾市﹑西安舊城區﹑北京新城﹑奧地利﹑山西鳳凰山煤礦﹑越南胡志明市等地作實地風水改造勘察。期間於2005年 前往西藏兩年修習藥師佛及文殊菩薩尊法。他的目標就是將堪輿學推向全球，將其體系化、教育化，甚至帶入學府，希望達至國際水平。

## 堪舆学
袁御庫主要推廣華廈傳統文化，於1997年創立亞洲玄奇玄學會，結合現代科學建築設計，從新為風水傳統國學定位，讓外國朋友更容易了解這方面的知識。

## 外界質疑
袁御庫在2011年推出的流年運程書預測2012年梁振英擊敗唐英年成為特首被廣泛討論。但2012年出版的蛇年通勝被沈旭輝在臉書批評天馬行空，東週刊及明報爭相報導及採訪。而袁御庫在明報報導中勸告大家不要斷章取義，看完內文再作評論。

## 著作
- 《否極泰來》
- 《2012流年自救手冊》
- 《2013蛇年通勝》

## 演講
- 香港怡東酒店行政人員風水講座
- 奧地利维也纳科技大學
- 香港大學金融企業總裁班
- 香港總領事協會

## 雜誌及書籍專訪
- 《ハッピー2011香港開運旅行》[6]
- 《7 地球の歩き方 aruco 香港》
- 《Badges The Hong Kong Jockey Club Members' Monthly Magazine》
- 《Beats HK's Guide to Entertainment》
- 《Diners Club International》
- 《HK Magazine》 [7]
- 《The List》
- 《Where》
- 《Bazaar》
- 《領袖人物》[8]
- 《華商門戶網》[9]
- 《快週刊》
- 《東週刊》
- 《壹週刊》 [10]
- 《太陽報》 [11]
- 《文匯報》
- 《東方日報》[12]
- 《明報》

## 電視及電台節目訪問
- 《恐怖在線》 [13]
- 《亞洲電視》

## 風水顧問
- 銀基集團
- 菲律賓前總統夫人馬可斯
- 泰凌醫藥
- 奧地利Haus Arnika Hotel
- 印度首富夏利里拉家族
- 英國Ibis Hotel　及 GALA賭場
- 上海尚水國際 [14]

## 社會貢獻及獎項
- 第十三屆世界傑出華人獎得主 [15]
- 香港乙肝基金會 理事 [16]
- 百年樹人會　資深會員
- 與獅子會的盲人運動員一起參加公益馬拉松

## 外部連結
- 袁御庫國際網頁[永久]
- 袁御庫博士[永久]
- 省港澳風水福地有限公司（页面存档备份，存于）